# 桐乡文庙

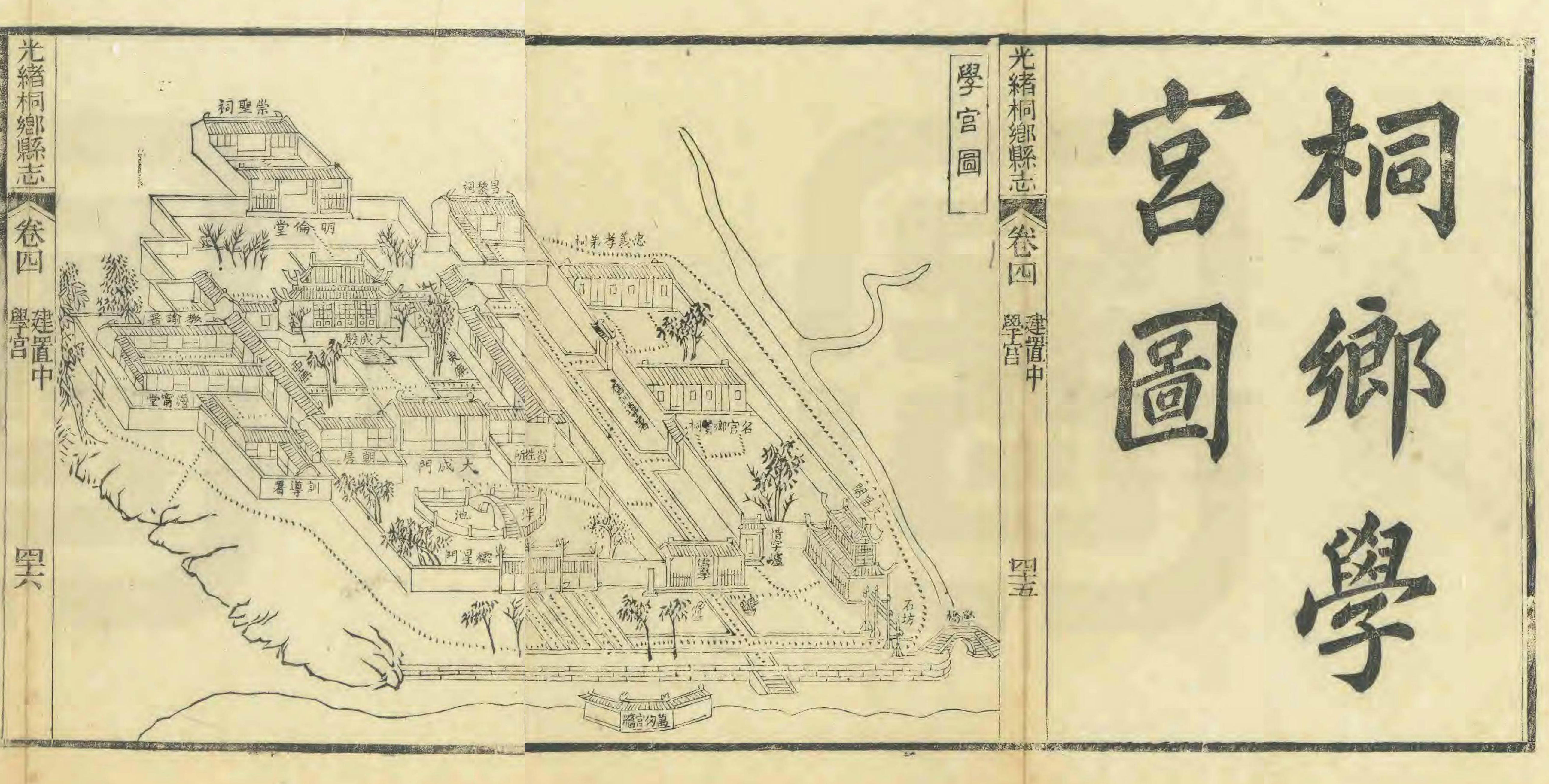
清光绪十三年（1887）《桐乡县志》桐乡学宫图。

桐乡文庙为旧时中国浙江嘉兴府桐乡县县学文庙，原位于城内东北隅，即今中国浙江省嘉兴桐乡市梧桐街道学前路，建筑北依城墙，其余三面环水，其中南为北港河，东为学浜（已不存）。原建筑已不存，其址今为桐乡第一中学。
桐乡文庙始建于明宣德五年（1430，即桐乡置县同年），其址为宋代徐姓文思院遗址，正统六年（1441）基本建成，后世陆续重修。1949年后改为桐乡县立初级中学（桐乡一中前身，创建于民国三十六年（1947）），时尚存大成殿，20世纪70年代初大成殿亦被拆除。
据清光绪十三年（1887）《桐乡县志》记载及附图，清末桐乡文庙布局为前庙后学，主入口位于东南侧，自跨学浜的学桥而入，迎面为石牌坊一座，其北为文昌阁，中轴线上依次为万仞宫墙（位于北港河南岸）、棂星门三间、泮池泮桥、戟门三间（东为省牲所，西为朝房）、大成殿五间（前有东西庑各十间）、明伦堂三间和崇圣祠三间，中轴线以东设儒学门通往明伦堂，北为昌黎祠，再东依次为名宦乡贤祠和忠义孝悌祠，中轴线以西依次为训导署和教谕署。